# عبد الحسين العبد الله
عبد الحسين إسماعيل العبد الله شاعر من جبل عامل، تمرّد على الانتداب الفرنسي.

## ولادته ونشأته
ولِد عام 1896 ميلادي في بلدة الخيام  في الجنوب اللبناني من قرى جبل عامل.
نشأ في عائلة سياسية تهتم بالشعر والأدب فوالده إسماعيل العبد الله كان من متذوقي الأدب والشعر، وكان لوالده ثلاثة عشر أخا بعضهم كانوا أدباء وشعراء. في هذا الجو نشأ الشاعر حيث كانت في متناوله عشرات الكتب في مكتبات عائلته.
تعلَّم الصرف والنحو في مدرسة الخيام التي أنشأها الشيخ حسن صادق حيث تعرّف على الشيخ موسى مغنية وهو عالِم ضرير. كما تعرّف إلى الشاعرين الشيخ محمد حسين شمس الدين والشيخ علي مهدي شمس الدين.
في تلك الأيام كانت قرى جبل عامل حافلة باللقاءات الأدبية، وكانت هذه المجالس  تعقد في صور وطيردبا وشقرا وبنت جبيل وميس الجبل والخيام والنبطية وغيرها من البلدات.
وكانت المناسبات العامة والخاصة والمناسبات الدينية سوقًا للأدب والشعر، وقد ذاع صيت الشاعر عبد الحسين العبد الله مع صديقه موسى الزين شرارة حيث شغلا منابر جبل عامل ومجالسه ردحاً من الزمن.
كان موظفا في وزارة العدل (كاتب في المحكمة الابنتدائية) مما جعله يتنقَّل من مكان إلى آخر، بين الجنوب والشمال وجبل لبنان.
كان عضوا في حزب النداء القومي، كما كان عضوًا في مجمع أدباء جبل عامل.
برز من أبنائه كامل العبد الله الذي كان أديبا وكان نائبًا لرئيس الحزب التقدمي الاشتراكي بزعامة كمال جنبلاط، وقد فُجع بوفاة ابنه في حادث سيارة.

## ضد الفرنسيين
كانت المنطقة تشهد في تلك الأيام حركة سياسية وشعبية مناهضة للانتداب الفرنسي  ورجالاته في الداخل وللزعماء السياسيين الذين ساروا في ركبه.
وكان شعراء جبل عامل في طليعة من وقف ضد الانتداب الفرنسي, وقد ساند عبد الحسين العبد الله أحمد الأسعد عندما كان ضد الفرنسيين، لكنَّه ابتعد عنه بعد ذلك لأنَّه "استقوى وارتد علينا بعدما فاز بالنفوذ والشعبية"
اعتقل الفرنسيون الشاعر لمدة ستة أشهر (في العام 1941 مـ) في راشيا الوادي وكان صديقه علي بزي معتقلا في سجن المية ومية.
وبسبب معارضته للانتداب الفرنسي تم نقله من الجنوب إلى الشمال كإجراء تأديبي له.

## موقفه من الشعر الحديث
كان يسخر من الشعر الحديث ويصفه قائلا: " ذهب رجلٌ إلى الشَّام ومعه دفتر فيه شعر حديث فظّنوا أنَّه يحمل شيفرة ويتجسس وكان مصيره السجن."
وقال ساخرا من الشعر الحديث:
تحدّثني ولم أفهم عليها ----- كأنّ حديثها الشّعر الحديث

## شعره
كان شعره تعبيرا عمّا يعتمل في النفوس في تلك الفترة التاريخية، من الانتداب الفرنسي إلى الإقطاع السياسي وصولا إلى النفوذ الاجتماعي لرجال الدين، فنرى شعره مليئا بالسخط والغضب والهجاء والتحدّي للإقطاع والزعامات والوجهاء الجهلاء، والموظفين الفاسدين، كما نرى في شعره مرارة وشكاية من شظف الحياة ومرارة الأيام.
ومما يؤخذ عليه في شعره عدم الاعتناء باللغة الشعرية، فأراد أن تبقى قصائده كما هي دون تنقيح وأن تكون استمرارا لفوضوية الحياة التي عاشها ودليلا على قلقه وتمرّده.
له ديوان مطبوع جمع فيه شعره: "حصاد الأشواك"
من شعره قوله:
قرود على كرسي الشَّريعة تجلس--- وأقزام أقوام علينا ترأس
حكومة هذا اليوم كالأمس لم يزل--- يقرب فيها الخائن المتجسس
وعهد ريا ض  مظلم مثل غيره ---- وأشقى من العهد القديم وأنحس
فلو كنت أدري أن هذا مصيرنا ---- لما كان قبلي واحد يتفرنس
وما كنت لاقيت الذي قد لقيته ---- فأُبعد عن أهلي وأُنفى وأُحبس

## وفاته
توفي عام19 أيلول 1990مـ في بلدة الخيام ودفن فيها.

## الوصلات الخارجية
ترجمة عبد الحسين العبد الله في معجم البابطين